# (9334) Moesta
(9334) Moesta (1990 UU3) – planetoida z pasa głównego asteroid okrążająca Słońce w ciągu 4,28 lat w średniej odległości 2,63 j.a. Odkryta 16 października 1990 roku.